# Консилиум

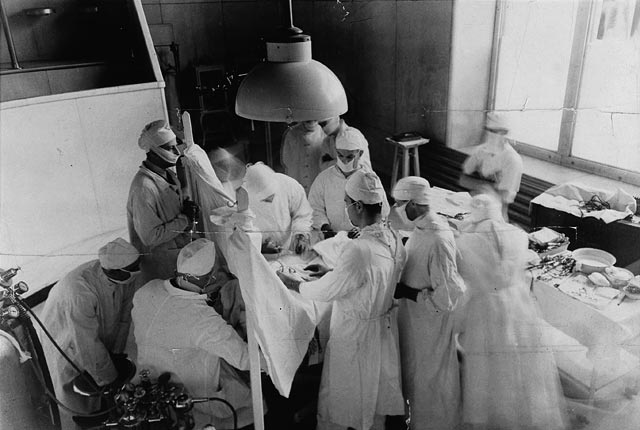
Консилиум во время операции

Конси́лиум (лат. consilium — «совещание, обсуждение») — совещание нескольких учёных одной или различных специальностей. Консилиум может быть необходим для установления состояния здоровья обследуемого, диагноза, определения прогноза, тактики дальнейшего обследования и лечения, целесообразности направления в специализированные отделения или другое, профильное, лечебное учреждение.

## Участники консилиума
Чаще всего консилиум подразумевает участие врачей нескольких специальностей.
На консилиум могут приглашать, помимо врачей, компетентных специалистов немедицинских специальностей (например, для решения специальных юридических или научно–технических вопросов), если это необходимо для правильного понимания характера заболевания или травмы, а также для правильного выбора диагностической и лечебной тактики.

## Поводы для консилиума
Как правило, консилиум созывается в сложных случаях по инициативе лечащего врача, либо по просьбе пациента или его родственников. Также может созываться консилиум на основании постановления судебно-следственных органов для выяснения вопросов, связанных с преступлениями против личности или здоровья человека, то есть при необходимости в судебно-медицинской экспертизе.

## Оформление
Если консилиум проводится в лечебном учреждении, необходимо разрешение главного врача или заведующего отделением. Заключение консилиума обязательно письменно фиксируется в медицинской карте или истории болезни пациента и заверяется подписями участников консилиума.